# Handbal la Jocurile Olimpice de vară din 1984
Competiția de handbal de la Jocurile Olimpice de vară din 1984 a fost a cincea apariție a acestei discipline sportive la Jocurile Olimpice. Meciurile competiției s-au desfășurat în două săli din Los Angeles, Statele Unite ale Americii, între 31 iulie–10 august la băieți și 1–9 august 1984 la fete, fiind a treia oară în istoria Jocurilor Olimpice când o întrecere de handbal a fost organizată atât la masculin cât și la feminin. RSF Iugoslavia a câștigat atât competiția masculină, cât și pe cea feminină.
La turneul masculin s-au calificat 12 echipe, iar la cel feminin 6 echipe. Competiția a fost umbrită de boicotul majorității statelor din blocul comunist, care și-au anulat participarea în semn de protest față de boicotarea ediției anterioare de către țările occidentale.

## Sălile
Meciurile s-au jucat în „Titan Gymnasium, Fullerton” din Fullerton și în „The Forum” din Inglewood.
- The Forum, Inglewood (17.500 de locuri)
- Titan Gymnasium, Fullerton, Fullerton (3.300 de locuri)[6]

| Fullerton                                  | Inglewood                  |
| Titan Gymnasium, Fullerton 3.300 de locuri | The Forum 17.500 de locuri |
|                                            |                            |
| Inaugurat: 1964                            | Inaugurat: 1967            |

## Arbitrii
Pentru conducerea partidelor au fost selectate 12 perechi de arbitri:
| Arbitri    | Arbitri                        |
| ---------- | ------------------------------ |
| Suedia     | C. Nilsson A. Wester           |
| RF Germană | Günther Heuchert Volker Norek  |
| Franța     | Jean Lelong Gérard Tancrez     |
| Norvegia   | Øivind Bolstad Terje Anthonsen |
| Danemarca  | J. Christensen P. Wøhlk        |
| Olanda     | Henny Koppe Jo Nusser          |

| Arbitri        | Arbitri                         |
| -------------- | ------------------------------- |
| Elveția        | H. Rykart H. Ischer             |
| RD Germană     | Peter Rauchfuß Rudolf Buchda    |
| România        | Marin Marin Ștefan Șerban       |
| RSF Iugoslavia | Milan Valčić Milan Mitrović     |
| Ungaria        | Péter Szendrey Csaba Somhegyi   |
| Statele Unite  | Peter Bühning Bernie Iwaszyczyn |

## Echipele calificate
1 Țările cu numele barat s-au calificat inițial, dar apoi au boicotat competiția;
2 Bold indică echipa campioană din acel an;
3 Italic indică echipa gazdă din acel an;
| Țara1         | Motivul calificării                 | Participări anterioare2, 3 |
| ------------- | ----------------------------------- | -------------------------- |
| Statele Unite | Țară gazdă                          | 3 (1936, 1972, 1976)       |
| URSS          | Locul 1 la CM din 1982              | 3 (1972, 1976, 1980)       |
| Iugoslavia    | Locul 2 la CM din 1982              | 3 (1972, 1976, 1980)       |
| Polonia       | Locul 3 la CM 1983                  | 3 (1972, 1976, 1980)       |
| Danemarca     | Locul 4 la CM din 1982              | 3 (1972, 1976, 1980)       |
| România       | Locul 5 la CM din 1982              | 4 (1936, 1972, 1976, 1980) |
| RD Germană    | Locul 6 la CM din 1982              | 2 (1972, 1980)             |
| Ungaria       | Locul 1 la CM Categoria B din 1983  | 4 (1936, 1972, 1976, 1980) |
| Cehoslovacia  | Locul 2 la CM Categoria B din 1983  | 2 (1972, 1976)             |
| Cuba          | Locul 1 la Camp. Panamerican 1983   | 1 (1980)                   |
| Algeria       | Locul 1 la Campionatul African 1983 | 1 (1980)                   |
| RF Germană    | Locul 7 la CM din 1982              | 3 (1936, 1972, 1976)       |
| Spania        | Locul 8 la CM din 1982              | 1 (1980)                   |
| Japonia       | Locul 8 la CM din 1982              | 2 (1972, 1976)             |
| Coreea de Sud | Locul 2 la CA din 1983              | 0                          |
| Suedia        | Locul 4 la CM Categoria B din 1983  | 1 (1972)                   |
| Elveția       | Locul 6 la CM Categoria B din 1983  | 2 (1936, 1980)             |
| Islanda       | Locul 7 la CM Categoria B din 1983  | 1 (1972)                   |

| Țara1         | Motivul calificării                | Participări anterioare2, 3 |
| ------------- | ---------------------------------- | -------------------------- |
| Statele Unite | Țară gazdă                         | 0                          |
| URSS          | Locul 1 la CM din 1982             | 2 (1976, 1980)             |
| Ungaria       | Locul 2 la CM din 1982             | 2 (1976, 1980)             |
| Iugoslavia    | Locul 3 la CM din 1982             | 1 (1980)                   |
| RD Germană    | Locul 4 la CM din 1982             | 2 (1976, 1980)             |
| China         | Locul 1 CA din 1983                | 0                          |
| Coreea de Sud | Locul 6 la CM din 1982             | 0                          |
| RF Germană    | Locul 4 la CM Categoria B din 1983 | 0                          |
| Austria       | Locul 8 la CM Categoria B din 1983 | 0                          |

## Turneul de handbal masculin
Cele 12 echipe au fost distribuite în două grupe de calificare de câte șase echipe și au jucat fiecare cinci meciuri, câte unul împotriva fiecăreia dintre cele cinci oponente din grupă.
|  | Echipele calificate în finala mare |
|  | Echipele calificate în finala mică |

### Grupa A
| Echipa         | M | V | E | Î | GM  | GP  | G   | Pct |
| -------------- | - | - | - | - | --- | --- | --- | --- |
| RSF Iugoslavia | 5 | 4 | 1 | 0 | 123 | 76  | +47 | 9   |
| România        | 5 | 4 | 0 | 1 | 120 | 91  | +29 | 8   |
| Islanda        | 5 | 3 | 1 | 1 | 102 | 96  | +6  | 7   |
| Elveția        | 5 | 2 | 0 | 3 | 83  | 102 | −19 | 4   |
| Japonia        | 5 | 1 | 0 | 4 | 84  | 117 | −33 | 2   |
| Algeria        | 5 | 0 | 0 | 5 | 75  | 105 | −30 | 0   |

| 31 iulie 1984 14:00 | Iugoslavia  | 22 – 22 | Islanda      | Titan Gymnasium, Fullerton Arbitri: Buchda, Rauchfuß |
| 31 iulie 1984 14:00 | Isaković 10 | (8–12)  | Gunnarsson 8 | Titan Gymnasium, Fullerton Arbitri: Buchda, Rauchfuß |
| 31 iulie 1984 14:00 | 6× 3×       | Cronică | 8× 2×        | Titan Gymnasium, Fullerton Arbitri: Buchda, Rauchfuß |

| 31 iulie 1984 18:30 | Elveția   | 20 – 13 | Japonia           | Titan Gymnasium, Fullerton Arbitri: Nilsson, Wester |
| 31 iulie 1984 18:30 | Platzer 6 | (7–6)   | Gamo, Nishiyama 3 | Titan Gymnasium, Fullerton Arbitri: Nilsson, Wester |
| 31 iulie 1984 18:30 | 4× 3×     | Cronică | 7× 1×             | Titan Gymnasium, Fullerton Arbitri: Nilsson, Wester |

| 31 iulie 1984 20:00 | România   | 25 – 16 | Algeria     | Titan Gymnasium, Fullerton Arbitri: Bühning, Iwaszyczyn |
| 31 iulie 1984 20:00 | Stângă 10 | (11–7)  | Bendjemil 6 | Titan Gymnasium, Fullerton Arbitri: Bühning, Iwaszyczyn |
| 31 iulie 1984 20:00 | 5× 3×     | Cronică | 3× 2×       | Titan Gymnasium, Fullerton Arbitri: Bühning, Iwaszyczyn |

| 2 august 1984 18:30 | Iugoslavia | 32 – 15 | Japonia    | Titan Gymnasium, Fullerton Arbitri: Bühning, Iwaszyczyn |
| 2 august 1984 18:30 | Vuković 7  | (14–8)  | Yamamoto 4 | Titan Gymnasium, Fullerton Arbitri: Bühning, Iwaszyczyn |
| 2 august 1984 18:30 | 3×         | Cronică | 4× 2×      | Titan Gymnasium, Fullerton Arbitri: Bühning, Iwaszyczyn |

| 2 august 1984 20:00 | România   | 26 – 17 | Islanda      | Titan Gymnasium, Fullerton Arbitri: Heuchert, Norek |
| 2 august 1984 20:00 | Dumitru 7 | (16–11) | Gunnarsson 6 | Titan Gymnasium, Fullerton Arbitri: Heuchert, Norek |
| 2 august 1984 20:00 | 6× 3×     | Cronică | 4× 2× 1×     | Titan Gymnasium, Fullerton Arbitri: Heuchert, Norek |

| 2 august 1984 21:30 | Elveția               | 19 – 18 | Algeria                | Titan Gymnasium, Fullerton Arbitri: Lelong, Tancrez |
| 2 august 1984 21:30 | Platzer, Bätschmann 4 | (10–10) | Bendjemil, Mekhnache 4 | Titan Gymnasium, Fullerton Arbitri: Lelong, Tancrez |
| 2 august 1984 21:30 | 6× 2×                 | Cronică | 7× 1×                  | Titan Gymnasium, Fullerton Arbitri: Lelong, Tancrez |

| 4 august 1984 11:00 | Islanda   | 21 – 17 | Japonia    | Titan Gymnasium, Fullerton Arbitri: Lelong, Tancrez |
| 4 august 1984 11:00 | Árnason 7 | (9–9)   | Yamamoto 7 | Titan Gymnasium, Fullerton Arbitri: Lelong, Tancrez |
| 4 august 1984 11:00 | 4× 2×     | Cronică | 7× 4×      | Titan Gymnasium, Fullerton Arbitri: Lelong, Tancrez |

| 4 august 1984 14:00 | Iugoslavia | 25 – 10 | Algeria                | Titan Gymnasium, Fullerton Arbitri: Heuchert, Norek |
| 4 august 1984 14:00 | Vuković 6  | (13–3)  | Belhocine, Bendjemil 3 | Titan Gymnasium, Fullerton Arbitri: Heuchert, Norek |
| 4 august 1984 14:00 | 6× 4×      | Cronică | 3× 2×                  | Titan Gymnasium, Fullerton Arbitri: Heuchert, Norek |

| 4 august 1984 20:00 | România  | 23 – 17 | Elveția | Titan Gymnasium, Fullerton Arbitri: Christensen, Wøhlk |
| 4 august 1984 20:00 | Stângă 8 | (13–9)  | Weber 7 | Titan Gymnasium, Fullerton Arbitri: Christensen, Wøhlk |
| 4 august 1984 20:00 | 4× 2×    | Cronică | 4× 2×   | Titan Gymnasium, Fullerton Arbitri: Christensen, Wøhlk |

| 6 august 1984 18:30 | România   | 28 – 22 | Japonia                  | Titan Gymnasium, Fullerton Arbitri: Bühning, Iwaszyczyn |
| 6 august 1984 18:30 | Stângă 11 | (12–11) | Gamo, Matsui, Yamamoto 5 | Titan Gymnasium, Fullerton Arbitri: Bühning, Iwaszyczyn |
| 6 august 1984 18:30 | 2×        | Cronică | 5× 2× 1×                 | Titan Gymnasium, Fullerton Arbitri: Bühning, Iwaszyczyn |

| 6 august 1984 20:00 | Islanda      | 19 – 15 | Algeria   | Titan Gymnasium, Fullerton Arbitri: Christensen, Wøhlk |
| 6 august 1984 20:00 | Gunnarsson 5 | (7–7)   | Draouci 5 | Titan Gymnasium, Fullerton Arbitri: Christensen, Wøhlk |
| 6 august 1984 20:00 | 8× 1×        | Cronică | 6× 3×     | Titan Gymnasium, Fullerton Arbitri: Christensen, Wøhlk |

| 6 august 1984 21:30 | Iugoslavia | 25 – 11 | Elveția          | Titan Gymnasium, Fullerton Arbitri: Buchda, Rauchfuß |
| 6 august 1984 21:30 | Isaković 6 | (12–6)  | Jehle, Platzer 3 | Titan Gymnasium, Fullerton Arbitri: Buchda, Rauchfuß |
| 6 august 1984 21:30 | 6× 3×      | Cronică | 7× 3×            | Titan Gymnasium, Fullerton Arbitri: Buchda, Rauchfuß |

| 8 august 1984 11:00 | Islanda      | 23 – 16 | Elveția   | Titan Gymnasium, Fullerton Arbitri: Anthonsen, Bolstad |
| 8 august 1984 11:00 | Gunnarsson 8 | (9–8)   | Schär 5   | Titan Gymnasium, Fullerton Arbitri: Anthonsen, Bolstad |
| 8 august 1984 11:00 | 6× 1×        | Cronică | 10× 3× 1× | Titan Gymnasium, Fullerton Arbitri: Anthonsen, Bolstad |

| 8 august 1984 12:30 | Iugoslavia | 19 – 18 | România  | Titan Gymnasium, Fullerton Arbitri: Nilsson, Wester |
| 8 august 1984 12:30 | Isaković 6 | (8–10)  | Stângă 6 | Titan Gymnasium, Fullerton Arbitri: Nilsson, Wester |
| 8 august 1984 12:30 | 9× 2×      | Cronică | 8× 2×    | Titan Gymnasium, Fullerton Arbitri: Nilsson, Wester |

| 8 august 1984 18:30 | Japonia                  | 17 – 16 | Algeria   | Titan Gymnasium, Fullerton Arbitri: Heuchert, Norek |
| 8 august 1984 18:30 | Gamo, Matsui, Yamamoto 4 | (11–7)  | Draouci 5 | Titan Gymnasium, Fullerton Arbitri: Heuchert, Norek |
| 8 august 1984 18:30 | 3×                       | Cronică | 5× 2×     | Titan Gymnasium, Fullerton Arbitri: Heuchert, Norek |

### Grupa B
| Echipa        | M | V | E | Î | GM  | GP  | G   | Pct |
| ------------- | - | - | - | - | --- | --- | --- | --- |
| RF Germană    | 5 | 5 | 0 | 0 | 114 | 95  | +19 | 10  |
| Danemarca     | 5 | 4 | 0 | 1 | 115 | 99  | +16 | 8   |
| Suedia        | 5 | 3 | 0 | 2 | 119 | 110 | +9  | 6   |
| Spania        | 5 | 2 | 0 | 3 | 105 | 106 | −1  | 4   |
| Statele Unite | 5 | 0 | 1 | 4 | 91  | 100 | −9  | 1   |
| Coreea de Sud | 5 | 0 | 1 | 4 | 123 | 157 | −34 | 1   |

| 31 iulie 1984 11:00 | Suedia   | 36 – 23 | Coreea de Sud | Titan Gymnasium, Fullerton Arbitri: Valčić, Mitrović |
| 31 iulie 1984 11:00 | Carlén 9 | (16–11) | Choi 7        | Titan Gymnasium, Fullerton Arbitri: Valčić, Mitrović |
| 31 iulie 1984 11:00 | 2×       | Cronică | 2×            | Titan Gymnasium, Fullerton Arbitri: Valčić, Mitrović |

| 31 iulie 1984 12:30 | Danemarca   | 21 – 16 | Spania    | Titan Gymnasium, Fullerton Arbitri: Ischer, Rykart |
| 31 iulie 1984 12:30 | Rasmussen 6 | (6–8)   | Serrano 7 | Titan Gymnasium, Fullerton Arbitri: Ischer, Rykart |
| 31 iulie 1984 12:30 | 3×          | Cronică | 3× 2×     | Titan Gymnasium, Fullerton Arbitri: Ischer, Rykart |

| 31 iulie 1984 21:30 | RF Germană | 21 – 19 | Statele Unite | Titan Gymnasium, Fullerton Arbitri: Anthonsen, Bolstad |
| 31 iulie 1984 21:30 | Neitzel 6  | (12–8)  | Lash 5        | Titan Gymnasium, Fullerton Arbitri: Anthonsen, Bolstad |
| 31 iulie 1984 21:30 | 6× 1× 2×   | Cronică | 6× 2×         | Titan Gymnasium, Fullerton Arbitri: Anthonsen, Bolstad |

| 2 august 1984 11:00 | Danemarca     | 31 – 28 | Coreea de Sud | Titan Gymnasium, Fullerton Arbitri: Anthonsen, Bolstad |
| 2 august 1984 11:00 | Christensen 5 | (17–14) | Kang J. 9     | Titan Gymnasium, Fullerton Arbitri: Anthonsen, Bolstad |
| 2 august 1984 11:00 | 7× 2×         | Cronică | 4× 2×         | Titan Gymnasium, Fullerton Arbitri: Anthonsen, Bolstad |

| 2 august 1984 12:30 | RF Germană     | 18 – 16 | Spania   | Titan Gymnasium, Fullerton Arbitri: Valčić, Mitrović |
| 2 august 1984 12:30 | Meffle, Roth 4 | (7–9)   | Alonso 5 | Titan Gymnasium, Fullerton Arbitri: Valčić, Mitrović |
| 2 august 1984 12:30 | 3× 2× 1×       | Cronică | 4× 2×    | Titan Gymnasium, Fullerton Arbitri: Valčić, Mitrović |

| 2 august 1984 14:00 | Suedia   | 21 – 18 | Statele Unite | Titan Gymnasium, Fullerton Arbitri: Koppe, Nusser |
| 2 august 1984 14:00 | Jilsén 8 | (10–6)  | Lash 9        | Titan Gymnasium, Fullerton Arbitri: Koppe, Nusser |
| 2 august 1984 14:00 | 3× 2×    | Cronică | 2× 4×         | Titan Gymnasium, Fullerton Arbitri: Koppe, Nusser |

| 4 august 1984 12:30 | RF Germană        | 18 – 17 | Suedia    | Titan Gymnasium, Fullerton Arbitri: Marin, Șerban |
| 4 august 1984 12:30 | Neitzel, Fraatz 4 | (11–7)  | Jilsén 10 | Titan Gymnasium, Fullerton Arbitri: Marin, Șerban |
| 4 august 1984 12:30 | 8× 3×             | Cronică | 2×        | Titan Gymnasium, Fullerton Arbitri: Marin, Șerban |

| 4 august 1984 18:30 | Spania | 31 – 25 | Coreea de Sud | Titan Gymnasium, Fullerton Arbitri: Koppe, Nusser |
| 4 august 1984 18:30 | Puig 7 | (12–11) | Kang T. 6     | Titan Gymnasium, Fullerton Arbitri: Koppe, Nusser |
| 4 august 1984 18:30 | 3×     | Cronică | 2× 3×         | Titan Gymnasium, Fullerton Arbitri: Koppe, Nusser |

| 4 august 1984 21:30 | Danemarca | 19 – 16 | Statele Unite | Titan Gymnasium, Fullerton Arbitri: Szendrey, Somhegyi |
| 4 august 1984 21:30 | Jensen 6  | (8–7)   | Lash 4        | Titan Gymnasium, Fullerton Arbitri: Szendrey, Somhegyi |
| 4 august 1984 21:30 | 5× 4×     | Cronică | 6× 2×         | Titan Gymnasium, Fullerton Arbitri: Szendrey, Somhegyi |

| 6 august 1984 11:00 | RF Germană  | 37 – 25 | Coreea de Sud | Titan Gymnasium, Fullerton Arbitri: Szendrey, Somhegyi |
| 6 august 1984 11:00 | Schwenker 7 | (18–11) | Kang T. 7     | Titan Gymnasium, Fullerton Arbitri: Szendrey, Somhegyi |
| 6 august 1984 11:00 | 2× 3×       | Cronică | 2×            | Titan Gymnasium, Fullerton Arbitri: Szendrey, Somhegyi |

| 6 august 1984 12:30 | Danemarca   | 26 – 19 | Suedia   | Titan Gymnasium, Fullerton Arbitri: Valčić, Mitrović |
| 6 august 1984 12:30 | Rasmussen 6 | (11–9)  | Jilsén 9 | Titan Gymnasium, Fullerton Arbitri: Valčić, Mitrović |
| 6 august 1984 12:30 | 9× 3× 1×    | Cronică | 2×       | Titan Gymnasium, Fullerton Arbitri: Valčić, Mitrović |

| 6 august 1984 14:00 | Spania   | 17 – 16 | Statele Unite             | Titan Gymnasium, Fullerton Arbitri: Marin, Șerban |
| 6 august 1984 14:00 | Alonso 6 | (10–9)  | Djokovich, Schneeberger 4 | Titan Gymnasium, Fullerton Arbitri: Marin, Șerban |
| 6 august 1984 14:00 | 4× 3×    | Cronică | 4× 2×                     | Titan Gymnasium, Fullerton Arbitri: Marin, Șerban |

| 8 august 1984 14:00 | RF Germană   | 20 – 18 | Danemarca   | Titan Gymnasium, Fullerton Arbitri: Szendrey, Somhegyi |
| 8 august 1984 14:00 | Wunderlich 9 | (9–9)   | Rasmussen 5 | Titan Gymnasium, Fullerton Arbitri: Szendrey, Somhegyi |
| 8 august 1984 14:00 | 3× 4×        | Cronică | 3× 2×       | Titan Gymnasium, Fullerton Arbitri: Szendrey, Somhegyi |

| 8 august 1984 20:00 | Suedia    | 26 – 25 | Spania   | Titan Gymnasium, Fullerton Arbitri: Buchda, Rauchfuß |
| 8 august 1984 20:00 | Jilsén 10 | (16–13) | Alonso 6 | Titan Gymnasium, Fullerton Arbitri: Buchda, Rauchfuß |
| 8 august 1984 20:00 | 3×        | Cronică | 2× 3×    | Titan Gymnasium, Fullerton Arbitri: Buchda, Rauchfuß |

| 8 august 1984 21:30 | Coreea de Sud | 22 – 22 | Statele Unite  | Titan Gymnasium, Fullerton Arbitri: Ischer, Rykart |
| 8 august 1984 21:30 | Kang J. 6     | (12–13) | Schneeberger 8 | Titan Gymnasium, Fullerton Arbitri: Ischer, Rykart |
| 8 august 1984 21:30 | 6× 3×         | Cronică | 3×             | Titan Gymnasium, Fullerton Arbitri: Ischer, Rykart |

### Meciul pentru locurile 11-12
| 10 august 1984 20:00 | Coreea de Sud | 25 – 21 | Algeria | Titan Gymnasium, Fullerton Arbitri: Bühning, Iwaszyczyn |
| 10 august 1984 20:00 | Kang T. 7     | (10–9)  | Azeb 6  | Titan Gymnasium, Fullerton Arbitri: Bühning, Iwaszyczyn |
| 10 august 1984 20:00 | 8× 2×         | Cronică | 2× 1×   | Titan Gymnasium, Fullerton Arbitri: Bühning, Iwaszyczyn |

### Meciul pentru locurile 9-10
| 10 august 1984 18:30 | Statele Unite | 24 – 16 | Japonia              | Titan Gymnasium, Fullerton Arbitri: Lelong, Tancrez |
| 10 august 1984 18:30 | Buehning 5    | (9–5)   | Takamura, Yamamoto 4 | Titan Gymnasium, Fullerton Arbitri: Lelong, Tancrez |
| 10 august 1984 18:30 | 6× 1×         | Cronică | 4× 2× 1×             | Titan Gymnasium, Fullerton Arbitri: Lelong, Tancrez |

### Meciul pentru locurile 7-8
| 10 august 1984 11:00 | Elveția   | 18 – 17 | Spania             | Titan Gymnasium, Fullerton Arbitri: Heuchert, Norek |
| 10 august 1984 11:00 | Platzer 6 | (9–9)   | Puig, Ruiz, Uría 3 | Titan Gymnasium, Fullerton Arbitri: Heuchert, Norek |
| 10 august 1984 11:00 | 8× 3× 1×  | Cronică | 2× 3× 1×           | Titan Gymnasium, Fullerton Arbitri: Heuchert, Norek |

### Meciul pentru locurile 5-6
| 10 august 1984 12:30 | Suedia            | 26 – 24 | Islanda          | Titan Gymnasium, Fullerton Arbitri: Valčić, Mitrović |
| 10 august 1984 12:30 | Jilsén, Sjögren 7 | (14–9)  | patru jucători 5 | Titan Gymnasium, Fullerton Arbitri: Valčić, Mitrović |
| 10 august 1984 12:30 | 4× 2×             | Cronică | 4× 2×            | Titan Gymnasium, Fullerton Arbitri: Valčić, Mitrović |

### Finala mică (locurile 3-4)
| 11 august 1984 14:00 | România           | 23 – 19 | Danemarca | The Forum, Inglewood Arbitri: Heuchert, Norek |
| 11 august 1984 14:00 | Dumitru, Stângă 7 | (15–10) | Nielsen 5 | The Forum, Inglewood Arbitri: Heuchert, Norek |
| 11 august 1984 14:00 | 3×                | Cronică | 1× 3×     | The Forum, Inglewood Arbitri: Heuchert, Norek |

### Finala
| 11 august 1984 14:00 | Iugoslavia | 18 – 17 | RF Germană | The Forum, Inglewood Arbitri: Anthonsen, Bolstad |
| 11 august 1984 14:00 | Isaković 6 | (8–7)   | Fraatz 7   | The Forum, Inglewood Arbitri: Anthonsen, Bolstad |
| 11 august 1984 14:00 | 4× 2×      | Cronică | 2× 3×      | The Forum, Inglewood Arbitri: Anthonsen, Bolstad |

### Clasament general
|    | RSF Iugoslavia |
|    | RF Germană     |
|    | România        |
| 4  | Danemarca      |
| 5  | Suedia         |
| 6  | Islanda        |
| 7  | Elveția        |
| 8  | Spania         |
| 9  | Statele Unite  |
| 10 | Japonia        |
| 11 | Coreea de Sud  |
| 12 | Algeria        |

### Clasamentul marcatorilor
| Poz. | Nume                | Meciuri | Goluri | Din acțiune | De la 7 m | Pase de gol |
| ---- | ------------------- | ------- | ------ | ----------- | --------- | ----------- |
| 1    | Björn Jilsén        | 6       | 50     | 30          | 20        | 16          |
| 2    | Vasile Stângă       | 6       | 47     | 31          | 16        | 5           |
| 3    | Mile Isaković       | 6       | 39     | 24          | 15        | 7           |
| 4    | Kang Jae-Won        | 6       | 33     | 23          | 10        | 3           |
| 5    | Sigurður Gunnarsson | 6       | 32     | 24          | 8         | 11          |
| 5    | Kang Tae-Koo        | 6       | 32     | 23          | 9         | 5           |
| 7    | Marian Dumitru      | 6       | 30     | 30          | 0         | 4           |
| 8    | Veselin Vujović     | 6       | 28     | 19          | 9         | 10          |
| 9    | Cecilio Alonso      | 6       | 27     | 24          | 3         | 8           |
| 10   | Peter Lash          | 6       | 26     | 16          | 10        | 8           |
| 10   | Shinji Yamamoto     | 6       | 26     | 17          | 9         | 1           |

Sursa: la84.org, pag. 466

## Turneul de handbal feminin
Cele 6 echipe au fost distribuite într-o grupă de calificare cu șase echipe și au jucat fiecare cinci meciuri, câte unul împotriva fiecăreia dintre cele cinci oponente din grupă.
|  | Echipele calificate în finala mare |
|  | Echipele calificate în finala mică |

### Grupa A
| Echipa         | M | V | E | Î | GM  | GP  | G   | Pct |
| -------------- | - | - | - | - | --- | --- | --- | --- |
| RSF Iugoslavia | 5 | 5 | 0 | 0 | 143 | 102 | +41 | 10  |
| Coreea de Sud  | 5 | 3 | 1 | 1 | 125 | 119 | +6  | 7   |
| China          | 5 | 2 | 1 | 2 | 112 | 115 | −3  | 5   |
| RF Germană     | 5 | 2 | 0 | 3 | 91  | 100 | −9  | 4   |
| Statele Unite  | 5 | 2 | 0 | 3 | 114 | 123 | −9  | 4   |
| Japonia        | 5 | 0 | 0 | 5 | 91  | 117 | −26 | 0   |

| 1 august 1984 18:30 | Coreea de Sud | 23 – 22 | Austria               | Titan Gymnasium, Fullerton Arbitri: Christensen, Wøhlk |
| 1 august 1984 18:30 | Kim O. 7      | (11–15) | Foltýnová-Gschiessl 8 | Titan Gymnasium, Fullerton Arbitri: Christensen, Wøhlk |
| 1 august 1984 18:30 | 3× 1×         | Cronică | 4× 2×                 | Titan Gymnasium, Fullerton Arbitri: Christensen, Wøhlk |

| 1 august 1984 20:00 | Iugoslavia     | 20 – 19 | RF Germană      | Titan Gymnasium, Fullerton Arbitri: Szendrey, Somhegyi |
| 1 august 1984 20:00 | Merdan-Kolar 9 | (11–15) | Kunze, Platen 4 | Titan Gymnasium, Fullerton Arbitri: Szendrey, Somhegyi |
| 1 august 1984 20:00 | 1× 3×          | Cronică | 1× 3×           | Titan Gymnasium, Fullerton Arbitri: Szendrey, Somhegyi |

| 1 august 1984 21:30 | China     | 25 – 22 | Statele Unite | Titan Gymnasium, Fullerton Arbitri: Marin, Șerban |
| 1 august 1984 21:30 | He, Zhu 4 | (9–12)  | Stinger 7     | Titan Gymnasium, Fullerton Arbitri: Marin, Șerban |
| 1 august 1984 21:30 | 6× 3×     | Cronică | 7× 4× 1×      | Titan Gymnasium, Fullerton Arbitri: Marin, Șerban |

| 3 august 1984 18:30 | Iugoslavia     | 30 – 15 | Austria     | Titan Gymnasium, Fullerton Arbitri: Buchda, Rauchfuß |
| 3 august 1984 18:30 | Merdan-Kolar 7 | (15–8)  | Zielewicz 6 | Titan Gymnasium, Fullerton Arbitri: Buchda, Rauchfuß |
| 3 august 1984 18:30 | 6× 3×          | Cronică | 4× 3×       | Titan Gymnasium, Fullerton Arbitri: Buchda, Rauchfuß |

| 3 august 1984 20:00 | China     | 20 – 19 | RF Germană | Titan Gymnasium, Fullerton Arbitri: Nilsson, Wester |
| 3 august 1984 20:00 | M. Wang 6 | (11–7)  | Jönßon 6   | Titan Gymnasium, Fullerton Arbitri: Nilsson, Wester |
| 3 august 1984 20:00 | 7× 3×     | Cronică | 4× 2×      | Titan Gymnasium, Fullerton Arbitri: Nilsson, Wester |

| 3 august 1984 21:30 | Coreea de Sud | 29 – 27 | Statele Unite | Titan Gymnasium, Fullerton Arbitri: Ischer, Rykart |
| 3 august 1984 21:30 | Yoon 8        | (16–11) | Sam Jones 9   | Titan Gymnasium, Fullerton Arbitri: Ischer, Rykart |
| 3 august 1984 21:30 | 6× 3×         | Cronică | 7× 3×         | Titan Gymnasium, Fullerton Arbitri: Ischer, Rykart |

| 5 august 1984 18:30 | RF Germană                | 18 – 17 | Austria               | Titan Gymnasium, Fullerton Arbitri: Ischer, Rykart |
| 5 august 1984 18:30 | Erbs, Schmitt, Stelberg 3 | (7–5)   | Foltýnová-Gschiessl 7 | Titan Gymnasium, Fullerton Arbitri: Ischer, Rykart |
| 5 august 1984 18:30 | 4× 3×                     | Cronică | 2× 4×                 | Titan Gymnasium, Fullerton Arbitri: Ischer, Rykart |

| 5 august 1984 20:00 | China | 24 – 24 | Coreea de Sud | Titan Gymnasium, Fullerton Arbitri: Anthonsen, Bolstad |
| 5 august 1984 20:00 | Liu 7 | (10–14) | Yoon 6        | Titan Gymnasium, Fullerton Arbitri: Anthonsen, Bolstad |
| 5 august 1984 20:00 | 4× 3× | Cronică | 2× 4×         | Titan Gymnasium, Fullerton Arbitri: Anthonsen, Bolstad |

| 5 august 1984 21:30 | Iugoslavia      | 33 – 20 | Statele Unite | Titan Gymnasium, Fullerton Arbitri: Nilsson, Wester |
| 5 august 1984 21:30 | Merdan-Kolar 17 | (14–10) | Stinger 11    | Titan Gymnasium, Fullerton Arbitri: Nilsson, Wester |
| 5 august 1984 21:30 | 5× 2×           | Cronică | 6× 2× 1×      | Titan Gymnasium, Fullerton Arbitri: Nilsson, Wester |

| 7 august 1984 18:30 | China              | 21 – 16 | Austria               | Titan Gymnasium, Fullerton Arbitri: Lelong, Tancrez |
| 7 august 1984 18:30 | L. Wang, M. Wang 4 | (10–7)  | Foltýnová-Gschiessl 9 | Titan Gymnasium, Fullerton Arbitri: Lelong, Tancrez |
| 7 august 1984 18:30 | 3× 2×              | Cronică | 4× 2×                 | Titan Gymnasium, Fullerton Arbitri: Lelong, Tancrez |

| 7 august 1984 20:00 | Iugoslavia     | 29 – 23 | Coreea de Sud | Titan Gymnasium, Fullerton Arbitri: Marin, Șerban |
| 7 august 1984 20:00 | Merdan-Kolar 8 | (15–14) | Sung 5        | Titan Gymnasium, Fullerton Arbitri: Marin, Șerban |
| 7 august 1984 20:00 | 5× 2×          | Cronică | 5× 2×         | Titan Gymnasium, Fullerton Arbitri: Marin, Șerban |

| 7 august 1984 21:30 | RF Germană | 18 – 17 | Statele Unite | Titan Gymnasium, Fullerton Arbitri: Koppe, Nusser |
| 7 august 1984 21:30 | Schmitt 5  | (10–7)  | Sam Jones 8   | Titan Gymnasium, Fullerton Arbitri: Koppe, Nusser |
| 7 august 1984 21:30 | 6× 2×      | Cronică | 6× 3×         | Titan Gymnasium, Fullerton Arbitri: Koppe, Nusser |

| 9 august 1984 18:30 | Statele Unite | 25 – 21 | Austria               | Titan Gymnasium, Fullerton Arbitri: Christensen, Wøhlk |
| 9 august 1984 18:30 | Stinger 10    | (11–9)  | Foltýnová-Gschiessl 5 | Titan Gymnasium, Fullerton Arbitri: Christensen, Wøhlk |
| 9 august 1984 18:30 | 4× 2×         | Cronică | 2× 1×                 | Titan Gymnasium, Fullerton Arbitri: Christensen, Wøhlk |

| 9 august 1984 20:00 | Coreea de Sud | 26 – 17 | RF Germană | Titan Gymnasium, Fullerton Arbitri: Lelong, Tancrez |
| 9 august 1984 20:00 | Yoon 16       | (9–10)  | Stelberg 8 | Titan Gymnasium, Fullerton Arbitri: Lelong, Tancrez |
| 9 august 1984 20:00 | 1× 2×         | Cronică | 1×         | Titan Gymnasium, Fullerton Arbitri: Lelong, Tancrez |

| 9 august 1984 21:30 | Iugoslavia     | 31 – 25 | China      | Titan Gymnasium, Fullerton Arbitri: Koppe, Nusser |
| 9 august 1984 21:30 | Merdan-Kolar 7 | (15–15) | Zhu, Sun 5 | Titan Gymnasium, Fullerton Arbitri: Koppe, Nusser |
| 9 august 1984 21:30 | 5× 2×          | Cronică | 3× 1×      | Titan Gymnasium, Fullerton Arbitri: Koppe, Nusser |

### Clasamentul marcatoarelor
| Poz. | Nume                       | Meciuri | Goluri | Din acțiune | De la 7 m | Pase de gol |
| ---- | -------------------------- | ------- | ------ | ----------- | --------- | ----------- |
| 1    | Jasna Merdan-Kolar         | 5       | 48     | 26          | 22        | 6           |
| 2    | Cynthia Stinger            | 5       | 39     | 19          | 20        | 7           |
| 3    | Yoon Byung-Soon            | 5       | 36     | 20          | 16        | 8           |
| 4    | Milena Foltýnová-Gschiessl | 5       | 34     | 29          | 5         | 3           |
| 5    | Leora Sam Jones            | 5       | 32     | 32          | 0         | 9           |
| 6    | Dagmar Stelberg            | 5       | 23     | 23          | 0         | 0           |
| 7    | Svetlana Dašić-Kitić       | 5       | 22     | 22          | 0         | 11          |
| 7    | Teresa Zielewicz           | 5       | 22     | 15          | 7         | 5           |
| 9    | Kim Ok-Hwa                 | 5       | 21     | 17          | 4         | 6           |
| 10   | Mixing Wang                | 5       | 20     | 11          | 9         | 5           |

Sursa: la84.org, pag. 453